# Aleksy U Se-yŏng
Aleksy U Se-yŏng (kor. 우세영 알렉시오) (ur. 1845 w Sŏhŭng w Korei, zm. 11 marca 1866 w Seulu) – koreański święty Kościoła katolickiego, męczennik.
Urodził się w Sŏhŭng (w dawnej prowincji Hwanghae) jako trzeci syn w zamożnej rodzinie szlacheckiej. W wieku kilkunastu lat chciał zostać chrześcijaninem, ale jego ojciec stanowczo się temu sprzeciwił. W efekcie U Se-yŏng uciekł do odległej wioski, w której przebywał katolicki biskup Szymon Berneux, który ochrzcił go osobiście w 1863 roku nadając imię Aleksy. Po powrocie do domu Aleksy U Se-yŏng był źle traktowany przez rodzinę. Następnie, za zgodą ojca, przeniósł się do Seulu. Po pewnym czasie cała jego rodzina przyjęła chrzest, a ponieważ nie było to dobrze w tym czasie przyjmowane, musieli się oni przenieść do Nonjae.
Podczas prześladowań katolików w Korei Aleksy U Se-yŏng został aresztowany w 1866 roku. Zmuszono go do wyrzeczenia się wiary, po czym został zwolniony z więzienia w Pjongjang. Natychmiast zaczął żałować swojego czynu. W związku z tym spalił całą swoją własność i udał się do biskupa Berneux, w tym czasie przebywającego w więzieniu w Seulu, w celu uzyskania rozgrzeszenia. Został ponownie aresztowany i poddany torturom. Jednak tym razem już nie wyrzekł się wiary.
Został stracony przez ścięcie 11 marca 1866 roku razem z Markiem Chŏng Ŭi-bae w miejscu straceń za Małą Zachodnią Bramą w Seulu.
Dzień jego wspomnienia przypada 20 września (w grupie 103 męczenników koreańskich). Beatyfikowany 6 października 1968 roku przez Pawła VI, kanonizowany 6 maja 1984 roku w Seulu przez Jana Pawła II w grupie 103 męczenników koreańskich.